# Sabellaria lotensis
Sabellaria lotensis är en ringmaskart som beskrevs av Kirtley 1994. Sabellaria lotensis ingår i släktet Sabellaria och familjen Sabellariidae. Inga underarter finns listade i Catalogue of Life.